# Marek Cisek
Marek Cisek – polski ekonomista i politolog, doktor habilitowany nauk ekonomicznych, dziekan Wydziału Nauk Ekonomicznych i Prawnych Uniwersytetu Przyrodniczo-Humanistycznego w Siedlcach, specjalność naukowa: historia myśli ekonomicznej.

## Życiorys
W 1977 ukończył studia na kierunku dziennikarstwo i nauki polityczne na Uniwersytecie Warszawskim, a w 1980 studia na kierunku ekonomia w Wojskowej Akademii Politycznej im. Feliksa Dzierżyńskiego. W 1983 w Wojskowej Akademii Politycznej im. Feliksa Dzierżyńskiego uzyskał stopień naukowy doktora nauk ekonomicznych w dyscyplinie ekonomia. Tam też w 1989 na podstawie dorobku naukowego oraz monografii pt. Gospodarka socjalistyczna w świetle niemarksistowskiej myśli ekonomicznej. Analiza krytyczna uzyskał stopień doktora habilitowanego nauk ekonomicznych w dyscyplinie ekonomia w specjalności historia myśli ekonomicznej.
Był profesorem nadzwyczajnym i prorektorem Wyższej Szkoły Społeczno-Gospodarczej w Tyczynie.
Został profesorem Uniwersytetu Przyrodniczo-Humanistyczny w Siedlcach na Wydziale Nauk Ekonomicznych i Prawnych i dziekanem tego wydziału.